# Raúl Fernández Pavón
Raúl Fernández Pavón (* 8. března 1978 Brenes, Provincie Sevilla) je bývalý španělský atlet, jehož specializací byl skok daleký.
První výrazný mezinárodní úspěch zaznamenal v roce 1996 na juniorském MS v Sydney, kde získal stříbrnou medaili. O rok později vybojoval stříbro také na ME juniorů ve slovinské Lublani.
V roce 2002 se stal ve Vídni halovým mistrem Evropy, když si ve finále vytvořil výkonem 822 cm osobní rekord. Stříbro bral jeho krajan Yago Lamela, který skočil o 5 centimetrů méně. Na Mistrovství Evropy v atletice 2002 v Mnichově obsadil ve finále 9. místo (769 cm).